# Nat Wolff
Nathaniel Marvin Wolff (17 de dezembro de 1994) é um ator e músico norte-americano. Ele ganhou reconhecimento por compor para The Naked Brothers Band (2007–2009), uma série da Nickelodeon que ele estrelou com seu irmão mais novo, Alex.
Após o final da série da Nickelodeon, Wolff e seu irmão formaram a dupla musical Nat & Alex Wolff, e lançaram o álbum Black Sheep em 2011. Mais tarde, ele ficou conhecido por seu papel principal no filme Paper Towns (2015), e outros filmes como Admission, Behaving Badly e Palo Alto, ambos estreando em 2013. Ele co-estrelou o filme de grande sucesso, The Fault in Our Stars (2014), antes de interpretar Ed no filme Ashby em 2015. Ele também interpretou Light na adaptação da Netflix de Death Note (2017).
Ele e seu irmão mais novo estrelaram o filme de 2018 Stella's Last Weekend, que foi escrito e dirigido por sua mãe, Polly Draper, que também estrelou o filme.

## Infância e educação
Wolff nasceu em Los Angeles, Califórnia, filho do pianista de jazz Michael Wolff e da atriz Polly Draper. Ele é o irmão mais velho do ator e músico Alex Wolff. Seu avô materno é o líder cívico William Henry Draper III, ele também é sobrinho de Timothy C. Draper, primo da atriz Jesse Draper, e bisneto do banqueiro e diplomata William Henry Draper Jr.. Seu pai é judeu, enquanto sua mãe é cristã; Wolff foi criado "culturalmente judeu".

## Carreira
O pai de Nat conta que ele aprendeu sozinho a tocar acordes maiores e menores no piano quando tinha quatro anos. Como seu pai lembra: “Perguntei a ele: 'Como você os aprendeu?' Ele disse: 'Pai, eles estão bem aqui.'.” Aos cinco anos, Wolff começou a escrever suas próprias canções e, quando estava na pré-escola, formou uma banda chamada The Silver Boulders com seus melhores amigos.
Nat foi notado pela primeira vez após os ataques de 11 de setembro quando ele realizou sua festa de aniversário do lado de fora de seu apartamento, onde executou sua composição intitulada "Firefighters". O concerto beneficente foi um sucesso; arrecadou mais de US$ 46.000 que foram doados aos filhos dos bombeiros do Esquadrão 18 de Nova Iorque. Alex eventualmente tornou-se baterista da banda; ambos os amigos foram influenciados pela boyband britânica The Beatles. Ainda na juventude, Wolff afirmou querer ser um ator mirim. No início, sua mãe recusou porque não queria que seus filhos fossem expostos quando eram pequenos.

“Ter nossa vida transformada em um documentário cômico não era tão importante quanto alguns pensariam. Pegamos todos os amigos, as falas de Alex e minha música e colocamos em um enredo; era uma realidade aumentada… O show criou um grande público para nós…” —Wolff sobre The Naked Brothers Band.

Ele começou sua carreira de ator com um papel menor na peça de sua mãe, Getting Into Heaven (2003), e na produção de Heartbeat to Baghdad (2004), ambos no The Flea Theater. Mais tarde, ele ganhou reconhecimento, aos nove anos de idade, por estrelar e contribuir com a trilha sonora do filme de comédia musical de 2005, The Naked Brothers Band: The Movie, que foi escrito e dirigido por sua mãe, e obteve o Prêmio de Melhor Longa-Metragem Familiar no Festival Internacional de Cinema de Hamptons. O filme foi comprado pela Nickelodeon como base para a série de televisão de mesmo nome (2007–09), que foi produzida e dirigida por sua mãe. Além disso, o irmão mais novo de Nat atuou e também compôs para trilha sonora.
A série lhe rendeu um prêmio por sua composição, bem como duas indicações ao Young Artist Awards e uma indicação ao Nickelodeon Kids' Choice Awards de Melhor Ator de TV. Foram produzidos dois álbuns de trilha sonora e o single "Crazy Car" alcançou a posição 83 na Billboard Hot 100. Wolff, que tinha seis anos quando escreveu a canção, acredita-se ser a pessoa mais jovem a compor uma canção listada na Billboard. Sua canção "Yes We Can", em homenagem a Barack Obama, foi ouvida pelo presidente e suas duas filhas que ligaram para ele. Antes da ligação, Nat teve a oportunidade de conhecer Obama, que o encorajou a fazer a composição.

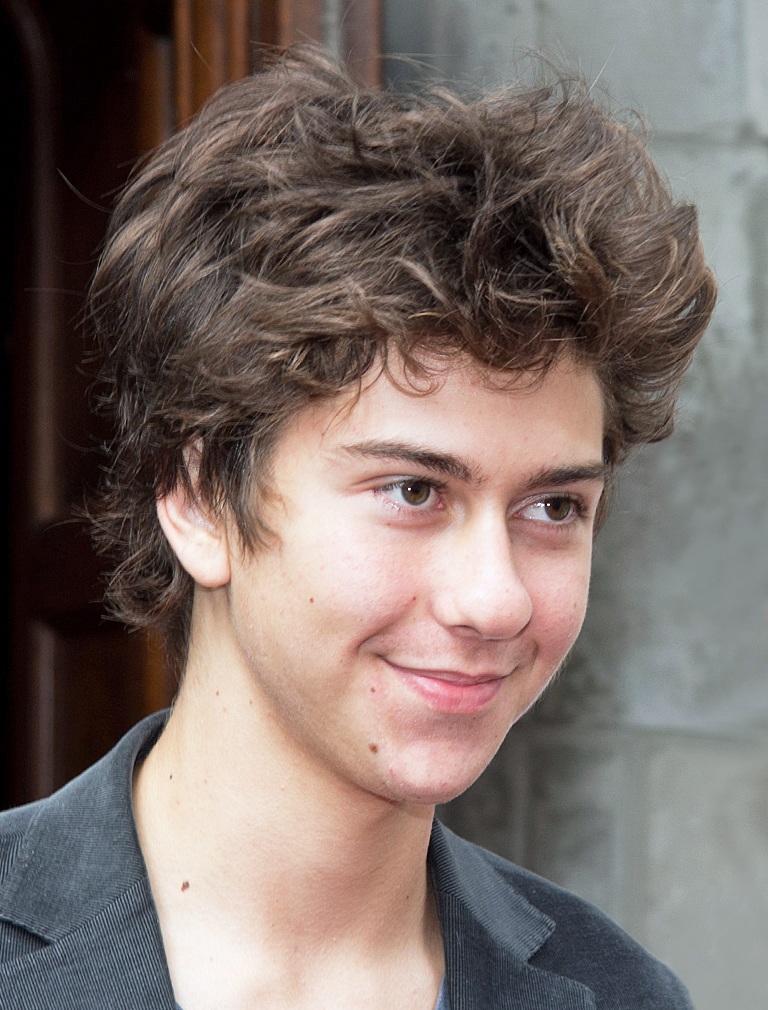
Wolff no Festival Internacional de Cinema de Toronto de 2011

Outros participações cinematográficos de Wolff incluem a aparição no filme da Nickelodeon Mr. Troop Mom (2009), a comédia romântica New Year's Eve (2011) e o drama cômico Peace, Love & Misunderstanding (2011). Em 2010, ele estrelou a peça de seu irmão What Would Woody Do?. Wolff também co-estrelou os filmes Admission (2013), Palo Alto (2013) e Behaving Badly (2014). Nesse mesmo ano, seu papel coadjuvante no filme The Fault in Our Stars lhe rendeu dois Teen Choice Awards.
Em 2015, Wolff estrelou Paper Towns, a segunda adaptação cinematográfica de um livro de John Green, depois de The Fault in Our Stars. Ele desempenhou o papel principal, Quentin "Q" Jacobsen, um adolescente apaixonado por sua vizinha (interpretada por Cara Delevingne). O crítico Justin Chang, da revista Variety, afirma: “Wolff, que está presente em quase todas as cenas, consegue manter um jovem que não está muito preocupado em se destacar ou se encaixar, e cujo comportamento muitas vezes pode ser tão hesitante quanto impulsivo.” Ele também estrelou o revival da peça de Sam Shepard, Buried Child, com Ed Harris e Taissa Farmiga. A produção aconteceu de 2 de fevereiro a 13 de março de 2016.
Em 2017, Wolff estrelou Death Note, um filme da Netflix baseado no mangá de mesmo nome, e a comédia romântica Home Again. Em 2018, ele apareceu em Rosy, dirigido por Jess Bond, e no drama Stella's Last Weekend, dirigido por sua mãe e coestrelado por seu irmão, Alex. Em 2019, ele apareceu em Good Posture, dirigido por Dolly Wells, e em 2020 em Mortal, dirigido por André Øvredal.

## Filmografia

### Filmes
| Ano  | Título                             | Personagem            | Notas    |
| ---- | ---------------------------------- | --------------------- | -------- |
| 2005 | The Naked Brothers Band: The Movie | Nat Wolff / Ele mesmo |          |
| 2011 | New Year's Eve                     | Walter                |          |
| 2011 | Special Things To Do               | Cliff Finley          | Curta    |
| 2011 | Peace, Love & Misunderstanding     | Jake Hudson           |          |
| 2012 | Stuck in Love                      | Rusty Borgens         |          |
| 2013 | Admission                          | Jeremiah Balakian     |          |
| 2013 | The Last Keepers                   | Simon                 |          |
| 2013 | Palo Alto                          | Fred                  |          |
| 2014 | The Fault in Our Stars             | Isaac                 |          |
| 2014 | Behaving Badly                     | Rick Stevens          |          |
| 2015 | Grandma                            | Cam                   |          |
| 2015 | Ashby                              | Ed Wallis             |          |
| 2015 | Paper Towns                        | Quentin "Q" Jacobsen  |          |
| 2015 | The Intern                         | Justin                |          |
| 2016 | In Dubious Battle                  | Jim Nolan             |          |
| 2017 | Leap!                              | Victor                | Dublagem |
| 2017 | Death Note                         | Light Yagami          |          |
| 2017 | Home Again                         | Teddy Dorsey          |          |
| 2018 | Rosy                               | Doug                  |          |
| 2018 | Stella's Last Weekend              | Jack                  |          |
| 2019 | The Kill Team                      | Adam Winfeld          |          |
| 2019 | Good Posture                       | Jon                   |          |
| 2019 | Semper Fi                          | Oyster                |          |
| 2020 | Mortal                             | Eric                  |          |
| 2020 | Body Cam                           | Danny                 |          |
| 2020 | Mainstream                         | Jake                  |          |
| 2021 | The Great Gatsby Live Read!        | Jay Gatsby            |          |
| 2022 | Murder at Yellowstone City         | Young Jim Ambrose     |          |

### Televisão
| Ano       | Título                  | Personagem            | Notas                        |
| --------- | ----------------------- | --------------------- | ---------------------------- |
| 2007–2009 | The Naked Brothers Band | Nat Wolff / Ele mesmo | 42 episódios                 |
| 2009      | Mr. Troop Mom           | Nat Wolff / Ele mesmo |                              |
| 2017      | Room 104                | Elder Joseph          | Episódio: "The Missionaries" |
| 2020      | The Stand               | Lloyd Henreid         | Minisérie                    |
| 2022      | Joe vs. Carole          | Travis Maldonado      | [ 29 ]                       |
|           | The Consultant          | Craig                 |                              |

### Teatro
| Ano  | Título       | Personagem | Local         |
| ---- | ------------ | ---------- | ------------- |
| 2016 | Buried Child | Vince      | The New Group |

## Vida Pessoal
Em junho de 2025, Billie Eilish e Nat Wolff confirmaram os rumores sobre o relacionamento ao serem fotografados se beijando em Veneza, na Itália.  As imagens, publicadas por Deuxmoi, mostram o casal desfrutando de um momento íntimo na sacada de um local. 

## Discografia
Álbuns de trilha sonora como parte da série de TV The Naked Brothers Band
- 2007: The Naked Brothers Band
- 2008: I Don't Want to Go to School

Álbuns de estúdio como dupla Nat & Alex Wolff
- 2011: Black Sheep

## Prêmios e indicações
| Ano  | Prêmio                                       | Categoria                                                                | Trabalho                           | Resultado |
| ---- | -------------------------------------------- | ------------------------------------------------------------------------ | ---------------------------------- | --------- |
| 2005 | Festival Internacional de Cinema de Hamptons | Prêmio do Público – Longa-Metragem Familiar                              | The Naked Brothers Band: The Movie | Venceu    |
| 2007 | BMI Awards                                   | Cable Award                                                              | The Naked Brothers Band            | Venceu    |
| 2008 | Young Artist Awards                          | Melhor Performance Jovem em Série de TV                                  | The Naked Brothers Band            | Indicado  |
| 2009 | Young Artist Awards                          | Melhor Performance em Série de TV (Comédia ou Drama) - Melhor Ator Jovem | The Naked Brothers Band            | Indicado  |
| 2009 | Nickelodeon Kids' Choice Awards              | Ator de Televisão Favorito                                               | The Naked Brothers Band            | Indicado  |
| 2010 | Young Artist Awards                          | Melhor Performance em Série de TV (Comédia ou Drama) - Melhor Ator Jovem | The Naked Brothers Band            | Indicado  |
| 2014 | Young Hollywood Awards                       | Ator Revelação                                                           | Ele mesmo                          | Indicado  |
| 2014 | Teen Choice Awards                           | Roubo de Cena                                                            | The Fault in Our Stars             | Venceu    |
| 2014 | Teen Choice Awards                           | Química (com Ansel Elgort e Shailene Woodley)                            | The Fault in Our Stars             | Venceu    |
| 2015 | Teen Choice Awards                           | Estrela de Cinema de Verão: Masculino                                    | Paper Towns                        | Indicado  |
| 2015 | CinemaCon Awards                             | Estrela em Ascensão                                                      | Ele mesmo                          | Venceu    |